# 우 (수형도위)
우(禹, ? ~ ?)는 전한 말기의 관료이다. '우'는 이름자로, 성씨는 알 수 없다.

## 행적
양삭 2년(기원전 21년), 수형도위에 임명되었다.

## 출전
- 반고, 《한서》 권19하 백관공경표 下

| 전임 구참 | 전한의 수형도위 기원전 21년 ~ 기원전 16년? | 후임 순우장 |